# Henry Ascher
Henry Rikard David Ascher, född 15 september 1953 i Annedals församling i Göteborg, är en svensk barnläkare, forskare och människorättskämpe. Han är medlem i Svenska Barnläkarföreningens arbetsgrupp för flyktingbarn samt medicinskt ansvarig för Rosengrenska stiftelsen som ger vård till papperslösa. Han har även uppmärksammats för sitt arbete med apatiska flyktingbarn.

## Biografi
Henry Ascher är son till judiska föräldrar som kom till Sverige som flyktingar undan Förintelsen. Han disputerade 1996 på en doktorsavhandling om glutenintolerans hos barn. Han blev sedan docent i barnmedicin vid avdelningen för samhällsmedicin och folkhälsa vid Institutionen för medicin vid Göteborgs universitet.
Ascher är medlem i Kommunistiska partiet (tidigare KPML(r)) och har återkommande funnits med på dess valsedlar för kommunvalen i Göteborg. Under 1980-talet arbetade han en tid som läkare i palestinska flyktingläger i Libanon inom ramen för dåvarande KPML(r):s samarbete med PFLP genom författaren Staffan Beckman. Han har därtill undertecknat appeller för att häva EU:s terroriststämpling av PFLP och FARC.
Den 31 maj 2010 ingick Ascher i besättningen till biståndsfartyget Sfendoni som en del i aktionen Ship to Gaza. Fartyget bordades av israelisk militär och hela besättningen togs i förvar av Israel, varifrån han sedan utvisades. År 2011 ingick Ascher i Frihetsflottan för Ship to Gaza, då Svenska Barnläkarföreningen påtalade att han deltog i aktionen som privatperson.
Ascher är sedan 2012 ledamot i juryn för ALMA-priset, Astrid Lindgren Memorial Award.

## Utmärkelser
- 2005 – Claes Carlsten-stipendiet, med motiveringen: "för sitt fleråriga engagerade arbete med utsatta barns, ungdomars och familjers hälsa genom bland annat vård till gömda flyktingbarn och deras familjer, arbete för barns rätt att utifrån FN:s barnkonvention bli hörda och få inflytande i vården samt kunskaps- och opinionsbildande arbete för att öka förståelsen för dessa gruppers situation".
- 2008 – Solstickepriset med motiveringen "för att ha verkat för att alla barn, som permanent eller tillfälligt vistas i Sverige åtnjuter ett omhändertagande, som överensstämmer med Barnkonventionens stadgar"[11]